# Distretto di Lunan
Il distretto di Lunan (路南区S, Lùnán QūP) è un distretto della Cina, situato nella provincia di Hebei e amministrato dalla prefettura di Tangshan.